# Lac Toussaint (réservoir Gouin)
Pour les articles homonymes, voir Toussaint (homonymie) et Lac Toussaint.
Le lac Toussaint est un plan d'eau douce situé dans la partie Nord du réservoir Gouin, dans le territoire de la ville de La Tuque (face au village d’Obedjiwan), dans la région administrative de la Mauricie, dans la province de Québec, au Canada.
Ce lac s’étend dans les cantons de Toussaint et de Lemay.
Les activités récréotouristiques constituent la principale activité économique du secteur à cause de sa position stratégique, car la navigation de plaisance doit traverser ce plan d’eau vers :
- l’Ouest pour emprunter la passe entre la baie Kanatakompeak (côté Est) et la baie Aiapew ; cette passe délimite la partie Ouest du réservoir Gouin de la partie centre-Nord ;
- l’Est, pour emprunter l’autre passe située au Sud de la pointe Est du village d’Obedjiwan, délimitant la partie Est du réservoir Gouin ;
- le Sud pour accéder au lac Bureau (réservoir Gouin).

Le bassin versant du lac Toussaint est desservi du côté Nord par la route 212 liant le village d’Obedjiwan à la rive Est du réservoir Gouin permet l’accès au lac Toussaint, ainsi que par quelques routes forestières secondaires qui ont été aménagées sur la river Nord du réservoir Gouin pour la coupe forestière et les activités récréatives.
La surface du lac Toussaint est habituellement gelée de la mi-novembre à la fin avril, toutefois la circulation sécuritaire sur la glace se fait généralement du début décembre à la fin de mars. La gestion des eaux au barrage Gouin peut entrainer des variations significatives du niveau de l’eau particulièrement en fin de l’hiver où l’eau est abaissée en prévision de la fonte printanière.

## Géographie
Avant la fin de la construction du barrage La Loutre en 1916, créant ainsi le réservoir Gouin, le lac Toussaint avait une dimension plus restreinte. Après le deuxième rehaussement des eaux du réservoir Gouin en 1948 dû à l’aménagement du barrage Gouin, le lac Toussaint épousa sa forme actuelle.
Les principaux bassins versants voisins du lac Toussaint sont :
- côté nord : baie Kanatakompeak, lac Kamitcikamak, rivière Toussaint, lac Gaudet ;
- côté est : lac Marmette (réservoir Gouin), lac McSweeney, lac Magnan (réservoir Gouin) ;
- côté sud : lac Bureau (réservoir Gouin), Rivière Nemio, lac Atikamekwranan, lac Eriko, baie Ganipi ;
- côté ouest : baie Kanatakompeak, baie Aiapew, lac Bourgeois (réservoir Gouin), baie Thibodeau, lac du Mâle (réservoir Gouin), ruisseau de la Rencontre, ruisseau Plamondon (réservoir Gouin).

D’une longueur de 15,0 km et d’une largeur de 7,9 km, le lac Toussaint est coincée entre la baie Kanatakompeak (au Nord-Ouest), la baie Wapisiw (au Nord), la baie Eskwaskwakamak (au Nord-Est), le lac Marmette (réservoir Gouin) (côté Est) et le lac Bureau (réservoir Gouin) (côté Sud).
Du côté Ouest du lac, une presqu’île (longueur : 3,9 km) (sens Nord-Sud) est liée par un isthme étroit du côté Est à une autre presqu’île (venant du Sud). Ces bandes de terres barrent la partie Ouest du réservoir Gouin et forment la rive Ouest du lac Toussaint et de la baie Kanatakompeak. La partie Nord du lac est démarquée par la limite Sud-Est du village d’Obedjiwan. La partie Est du lac est délimitée par une longue presqu’île remontant vers le Nord jusqu'à la "Pointe Martel Kiwam", soit jusqu’à une passe d’une largeur de 1,8 km où est située l'île Matenen.
Finalement un archipel délimite le côté Sud du lac et la baie nord du lac Bureau (réservoir Gouin). Cet archipel comporte notamment une île d'une longueur de 4,3 km autour duquel le courant circule par le bras Matawanikacik (à l'Ouest) et le bras Kice Matawanikak (à l'Est). La baie Minikananik est situé près de la rive Est du lac Toussaint, soit au Sud-Ouest de la baie Kokotcew Onikam qui fait partie du lac Marmette (réservoir Gouin).
L’embouchure du lac Toussaint est localisée à l’Est du lac, autour de l'île Matenen, au Sud de la pointe Est du village d’Obedjiwan, soit à :
- 7,9 km à l’Est de la passe qui sépare la partie Ouest du réservoir Gouin (via la baie Aiapew avec la partie Est du réservoir ;
- 15,7 km au Nord de l'embouchure du lac Bureau (réservoir Gouin) ;
- 67,4 km au Nord-Ouest du barrage Gouin ;
- 118 km au Nord-Ouest du centre du village de Wemotaci (rive Nord de la rivière Saint-Maurice) ;
- 207 km au Nord-Ouest du centre-ville de La Tuque ;
- 312 km au Nord-Ouest de l’embouchure de la rivière Saint-Maurice (confluence avec le fleuve Saint-Laurent à Trois-Rivières)[2]

À partir de l’embouchure du lac Toussaint, le courant coule sur 81,3 km vers l’Est, puis vers le Sud-Est, jusqu’au barrage Gouin, en traversant notamment le lac Marmette (réservoir Gouin), le lac McSweeney, le lac Nevers (réservoir Gouin), le lac Brochu (réservoir Gouin) et la baie Kikendatch.
À partir de ce barrage, le courant emprunte la rivière Saint-Maurice jusqu’à Trois-Rivières où il se déverse sur la rive Nord du fleuve Saint-Laurent.

## Toponymie
Le terme « Toussaint » constitue un patronyme de famille d’origine française.
Le toponyme "Lac Toussaint " a été officialisé le 18 décembre 1986 par la Commission de toponymie du Québec, soit à la création de cette commission.